# Triodia sylvina
Triodia sylvina је врста ноћног лептира (мољца) из породице Hepialidae. 

## Опис
Ова врста има распон крила од 32-48 мм. Мужјак има јарко наранџаста предња крила са две беле траке које формирају облик латиничног слова "V". Задња крила су тамно смеђа. Женка је слична, али генерално већа и мање јарке боје, што значи да постоји полни диморфизам.

## Распрострањење и станиште
Ова врста је присутна готово свуда у Европи, нема је само у Ирској, у Италији је има и на острвима, иако је  присуство на Сардинији неизвесно.   У Србији је широко распрострањена врста. Насељава ливадска станишта.  

## Биологија
У Европи се сматра да је период летења ове врсте од краја јула до средине септембра, али у Србији период летења траје до средине октобра. Привлачи је вештачко светло. Женке полажу јаја на ниско растиње. Јаја су лоптаста, бела и сјајна, затим потамне док не постану црна. Након излегања, ларве беличасте боје са браон главама, пузе ка земљи где остају две године. Ларва је полифагна и храни се корењем биљака из породице Malvaceae, Poligonaceae, Plantaginaceae, Lamiaceae и других.   

## Синоними
- Alphus sylvinus (Linnaeus, 1760)
- Hepiialus sylvina (Linnaeus, 1761)
- Noctua sylvina Linnaeus, 1761
- Phalaena multicolor Geoffroy, 1785
- Phalaena sylvina Linnaeus, 1760